# Emil Kapaun

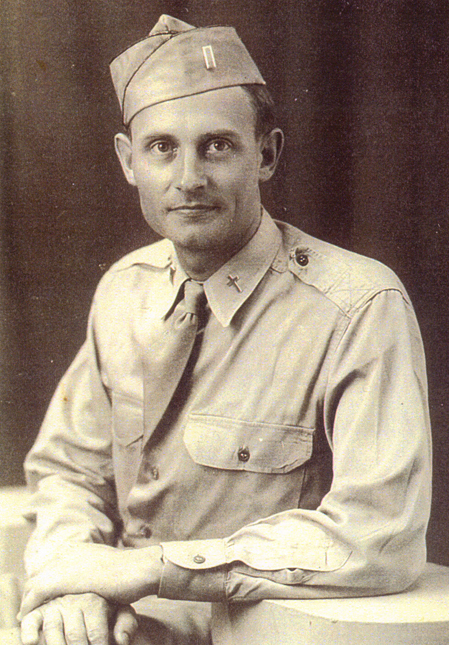
Emil Kapaun (um 1943)

Emil Joseph Kapaun (* 20. April 1916 in Pilsen, Kansas; † 23. Mai 1951 in Pyŏktong-gun) war ein US-amerikanischer römisch-katholischer Militärgeistlicher.

## Leben
Emil Kapaun war der Sohn sudetendeutscher Einwanderer. Nach dem Theologiestudium empfing er 1940 das Sakrament der Priesterweihe. 1944 trat er in das Chaplain Corps der United States Army ein und diente als Militärgeistlicher im Zweiten Weltkrieg in Burma und Indien. 1946 verließ er das Militär und erwarb in den folgenden zwei Jahren einen Hochschulabschluss in Erziehungswissenschaften. 1948 trat er erneut in den Dienst als Militärgeistlicher und wurde im Koreakrieg eingesetzt, wo er auch an der Schlacht um den Busan-Perimeter teilnahm. Am 2. November 1950 geriet er in  Kriegsgefangenschaft, nachdem er sich bei der Rettung Verwundeter unter unmittelbarem Beschuss und in Verhandlungen mit dem Kriegsgegner über die Sicherheit verletzter Amerikaner durch besondere Tapferkeit ausgezeichnet hatte.
Während seines siebenmonatigen Aufenthalts im Kriegsgefangenenlager verzichtete er auf die ihm mehrfach mögliche Flucht und blieb bei den Verwundeten. Er pflegte die Verletzten und sorgte mit persönlichem Einsatz und ungeachtet der Gefahr der Bestrafung für die Verbesserung des Ernährungs- und Hygienesituation im Lager. Mitgefangene berichteten später, er habe hundertfach Leben gerettet. Darüber hinaus betreute er die Mitgefangenen durch Gottesdienste und andere geistliche Angebote. Seinen Einsatz vollzog er ungeachtet seiner eigenen Verletzungen und der Misshandlungen, die ihm sein Tun einbrachte. Er starb schließlich an einer Lungenentzündung.
Für seine militärischen Verdienste wurde Emil Kapaun mehrfach ausgezeichnet, unter anderem mit dem Distinguished Service Cross, der Bronze Star Medal mit Combat V und der Legion of Merit. Am 11. April 2013 wurde er von Präsident Barack Obama postum mit dem höchsten amerikanischen Militärorden Medal of Honor ausgezeichnet.
Die katholische Kirche leitete für ihn den Seligsprechungsprozess ein. In dessen Verlauf bestätigte Papst Franziskus am 25. Februar 2025 sein Lebensopfer entsprechend dem Apostolischen Schreiben Maiorem hac dilectionem. Für die Seligsprechung ist somit noch die Anerkennung eines Wunders erforderlich.